# Friedrich Myconius
Friedrich Myconius (ur. 26 grudnia 1490 w Lichtenfels, zm. 7 kwietnia 1546 w Gocie) – niemiecki teolog luterański i działacz reformacyjny.

## Życiorys
Friedrich Myconius, po ukończeniu szkoły w rodzinnym mieście, w 1504 roku podjął naukę w szkole łacińskiej w Annaberg, gdzie w 1510 roku spotkał Johanna Tetzela, który podróżował po Niemczech jako komisarz ds. odpustów. Zaniepokojony o swoją kondycję duchową wstąpił do zakonu franciszkanów. Z Annabergu przeniósł się do klasztoru w Lipsku, a w 1521 roku do Weimaru. Tam studiował nauki Piotra Lombarda, Aleksandra z Hales, Bonawentury, Gabriela Biela, a przede wszystkim Augustyna, którego dzieła wywarły na niego wielki wpływ. W 1516 roku został wyświęcony w Weimarze i został tam kaznodzieją. Poparł sprzeciw Marcina Lutra przeciwko odpustom i został jednym z pierwszych jego zwolenników. Jednak władze Weimaru podchodziły do reformacji z rezerwą i sytuacja Myconiusa stawała się coraz trudniejsza. Jego działania były kontrolowane i groziło mu dożywotnim zamknięciem w klasztorze, jednak udało mu się zbiec i w 1524 roku został kaznodzieją w Zwickau. Później skierowano go do posługi zborowi w niewielkim mieście Buchholz.
W 1524 roku książę Jan Stały skierował go do posługi w Gocie na prośbę rady miejskiej i zboru. Chociaż grunt dla reformacji był już tam przygotowany, to sprawy kościelne i świeckie nie przedstawiały się najlepiej. Kondycja duchowieństwa była niska, szkoły znajdowały się w rękach osób niekompetentnych, a władze miejskie odznaczały się chciwością i nieporządkiem. Myconius z wielką energią wziął się za naprawę tej sytuacji. W 1525 roku Luter w swych listach zachęcał go, by nie obawiał się zbuntowanych chłopów a Filip Melanchton, który zaczął pisać do niego w 1527 roku, ostrzegał go przed nadmiernym zaangażowaniem w sprawy świeckie. Myconius zreformował szkolnictwo i zachęcił mieszkańców do korzystania z nich. W 1524 roku założył też szkołę w klasztorze augustianów, której rektorem do 1535 roku był Basilius Monner z Weimaru.
Wpływ Myconiusa nie ograniczał się jedynie do Gothy. Towarzyszył księciu Janowi Fryderykowi jako kaznodzieja podczas jego wypraw do innych państw niemieckich. Wraz z Melanchtonem i Justusem Meniusem przeprowadzał wizytacje Turyngii w 1527 i 1533 roku, brał udział w spotkaniu w Marburgu w 1529 roku i zjeździe w Schmalkalden w 1537 roku, gdzie podpisał Artykuły Szmalkaldzkie. W 1538 roku wraz z Franzem Burkhardtem i Georgiem von Boyneburg udał się do Anglii, by omówić artykuły Konfesji Augsburskiej z teologami króla Henryka VIII. Z sukcesem wprowadzał reformację w Saksonii, najpierw w ukochanym Annabergu, później w Lipsku, gdzie głosił kazania ewangelickie w kościele św. Mikołaja. Zdobył uznanie mieszkańców do takiego stopnia, że książę Jan Fryderyk długo musiał prosić go o powrót do Gothy, który nastąpił w 1540 roku.

## Wybrane dzieła
- Wie man die einfeltigen und sonderlich die krancken, im Christenhumb unterrichten soll (Wittenberg, 1539)
- Neues Erbbuch und Kopey der Ministratur 1542
- Historia Reformationis